# Andinichthyidae
Andinichthyidae – kopalna rodzina ryb z rzędu sumokształtnych znana od kredy do eocenu z Ameryki Południowej.
Dotychczas opisano cztery gatunki sklasyfikowane w osobnych rodzajach monotypowych to:
- Rodzaj Andinichthys Gayet, 1988
  - Andinichthys bolivianensis Gayet, 1988 – El Molino Formation, Tiupampa, Potosi, Boliwia (późny mastrycht – wczesny paleocen)
- Rodzaj Hoffstetterichthys Gayet, 1990
  - Hoffstetterichthys pucai Gayet, 1990 – Tiupampa, Potosi, Boliwia (późny mastrycht – wczesny paleocen)
- Rodzaj Incaichthys Gayet, 1990
  - Incaichthys suarezi Gayet, 1990 – Tiupampa, Potosi, Boliwia (późny mastrycht – wczesny paleocen)
- Rodzaj Yuskaichthys Bogan, Agnolin & Scanferla, 2018
  - Yuskaichthys eocenicus Bogan, Agnolin & Scanferla, 2018 – Maíz Gordo Formation, Amblayo Valley, Argentyna (wczesny eocen)